# Route 66 (canción)
(Get Your Kicks On) Route 66, o más comúnmente «Route 66», es una canción compuesta por el pianista, cantante y compositor estadounidense, Bobby Troup. Es la más conocida de sus canciones y la que lo convirtió en una figura reconocida.

## Historia
Fue grabada por primera vez a finales de los años 1940 por Nat King Cole Trío, convirtiéndose en un éxito inmediato.
Otra versión que fue todo un éxito en las listas de Billboard fue grabada por Bing Crosby el 11 de mayo de 1946, alcanzando el puesto número 14 en aquel año. 
Después fue grabada por un gran número de artistas, llegando a convertirse en un clásico vinculado al rock and roll, aun cuando inicialmente era un tema de jazz. Han editado versiones de este tema bandas como Chuck Berry, The Rolling Stones, Depeche Mode, The Manhattan Transfer, John Mayer, The Cheetah Girls y el guitarrista argentino Pappo, este último con una destacable traducción al español.
La letra de la canción recoge una referencia a algunas de las localidades más importantes de la Ruta 66 (US 66), que discurría desde Chicago (Illinois), a través Misuri, Kansas, Oklahoma, Texas, Nuevo México, Arizona y California, hasta finalizar en Los Ángeles.

### Versiones grabadas
El disco editado en 1946 por Nat King Cole, permaneció en las listas norteamericanas de R&B durante varios meses. Perry Como grabó en 1959 una versión más completa, con un verso introductorio y una segunda estrofa que Cole no incluyó.
La canción se convirtió en un estándar y fue grabada por un gran número de artistas, entre ellos:
| - Acoustix - Asleep at the Wheel - Chuck Berry - Patrick Burns - The Cheetah Girls - Natalie Cole - Perry Como, única versión con la letra completa - The Cramps - Lamont Cranston - The Dead Boys - Depeche Mode - Dr. Feelgood - Bob Dylan - Guitar Wolf - Hot Zex - Jason & the Scorchers - The Jolt - The Legendary Tigerman - Jerry Lee Lewis - George Maharis - Eddie Meduza - The Manhattan Transfer | - John Mayer - The Outlaws - Brad Paisley - Pappo (En español) - Ratones Paranoicos (En español) - Andrés Calamaro - Wes Paul (The Wes Paul Band) - Tom Petty and the Heartbreakers (Pack Up the Plantation: Live! sólo en VHS) - John Pizzarelli - Louis Prima - The Replacements - Rockfour - The Rolling Stones - Scatman John - The Brian Setzer Orchestra - Skrewdriver - Hans Teeuwen - Téléphone - Them, con Van Morrison - Mel Tormé - U.K. Subs - Buckwheat - The Doughboys - Viejas Locas - Wayne Hancock - Los Mac's, en Go Go / 22 - Sandie Shaw |

## Versión de The Cheetah Girls
Route 66 es el quinto sencillo de la banda sonora de la película The Cheetah Girls 2, versión del tema de Bobby Troup.

### Información
El sencillo fue extraído del álbum The Cheetah Girls 2: Special Edition. Éste tuvo su premier oficialmente el 20 de octubre de 2006 y fue lanzado oficialmente para descarga digital el 7 de noviembre del mismo año. The Cheetah Girls transformaron esta clásica canción de R&B en un uptempo de Hip hop.

#### Lista de canciones
Descarga digital
1. Route 66 — 3:26

### Video musical
The Cheetah Girls hicieron un video para esta canción en promoción de la película Cars.
En el video musical, las chicas hacen un viaje a través de la Ruta 66 y paran en varias locaciones en el camino. Primero, paran en una estación de gasolina durante el camino y conocen a chicos, y en otra estación de gasolina en la noche cantan bajo las brillantes luces.
El video hizo su premier en Disney Channel el 20 de octubre de 2006 después del estreno mundial de Return to Halloweentown. El video no fue incluido en el DVD de la película Cars porque demasiados artistas ya habían hecho videos musicales que fueron incluidos en el DVD.